# Larsen (Zauberkünstlerfamilie)
Larsen ist eine US-amerikanische Zauberkünstlerfamilie.
Bekannte Familienmitglieder waren bzw. sind:
- William W. Larsen Sr. (1904–1953)
- ⚭ Geri Larsen (1906–1998)
  - Bill Larsen Jr. (1928–1993)
  - ⚭ Irene Larsen (* 1936)
    - Dante Larsen (* um 1961), Sohn von Irene Larsen mit dem Zauberkünstler John Daniel. Genii-Herausgeber
    - Erika Larsen (* 1968), Genii-Herausgeberin

  - Milt Larsen (* 1931)

Fünf Familienmitglieder (William Sr., Geri, Bill Jr., Irene und Milt) wurden in die Hall of Fame der Society of American Magicians aufgenommen.
William Senior und seine Ehefrau Geri Larsen gründeten 1936 das Zauberkünstlermagazin Genii, das William Sr. bis 1953 herausgab. Bill Jr. und Irene Larsen übernahmen die Herausgeberschaft bis 1990, dann übernahm Dante Larsen bis 1994. Ab 1993 gemeinsam mit seiner Halbschwester Erika, übernahm diese die Herausgabe bis 1998. Seit 1999 wird Genii von Richard Kaufman herausgegeben.
William Senior begann 1952 einen Club der Magier als lose Vereinigung von Zauberkünstlern. 1962 durch Bill Jr. als Academy of Magical Arts formalisiert, wurde diese Idee des Vaters zusammen mit Bruder Milt Larsen ab 1963 in The Magic Castle in Hollywood realisiert.
Milt und Bill Larsen Jr. haben seit 2006 auf dem Hollywood Walk of Fame (Kategorie Bühne) einen Stern (6931 Hollywood Boulevard) anlässlich des 50sten Geburtstags von It′s Magic!.